# Castelo de Torre de Moncorvo
O Castelo de Torre de Moncorvo, também referido como Castelo e cerca urbana de Torre de Moncorvo, localiza-se na freguesia, na vila e no Município de Torre de Moncorvo, na região do Douro, no Distrito de Bragança, em Portugal.
Os remanescentes do conjunto, alguns troços de muralha na altura da Praça da República e adjacências, encontram-se classificados como Imóvel de Interesse Público por Decreto publicado em 20 de Outubro de 1955.

## História

### O castelo medieval
A povoação foi criada como uma vila nova em 1285, no âmbito da ação povoadora empreendida por D. Dinis (1279-1325), processo que fora iniciado desde D. Afonso III (1248-1279). Herdando o termo até então vinculado à cabeça de terra de Santa Cruz de Vilariça, era instituída como sede administrativa e militar. Datará deste período a construção de seu castelo, citado pelo próprio soberano já em 1295.
Sob o reinado de D. Afonso IV (1325-1357), um contrato entre a Câmara e dois pedreiros para a construção de uma barbacã (1337), permite-nos identificar a construção desta estrutura defensiva exterior. Mais tarde, ainda nesse século, sob Fernando de Portugal (1367-1383), iniciou-se a ereção de oito torreões de planta quadrangular (1376).

### Doséculo XVIaos nossos dias
Uma informação de 1530, dá conta de que a cerca da vila estava derribada, o que levaria à execução de trabalhos de reparo no final desse século, insuficientes, entretanto, para deter o processo de decadência do conjunto nos séculos seguintes.
Dessa forma, em 1721 outra informação dá conta de algumas portas e trechos da cerca foram demolidas.
Ao se atingir o século XIX, a Câmara Municipal já considerava o castelo irrecuperável. Por se localizar entre a vila velha e a vila nova, com acesso possível apenas por uma artéria estreita e íngreme, a municipalidade projectou a sua demolição (1842). Com a aprovação do projeto, toda a zona foi rebaixada, erguendo-se novos edifícios públicos. A construção de um quartel, embora projetado, entretanto, jamais saiu do papel.

## Características
Localizado em posição dominante a Oeste da vila medieval, o castelo apresentava planta quadrangular irregular, em aparelho de granito. A sua praça de armas estava livre de quaisquer edificações. Um desenho datado de 1815 permite reconhecer que o castelo apresentava duas torres, uma voltada para o interior e outra para o exterior, sendo que uma porta em arco abatido, a Leste, permitia o acesso ao recinto.
A vila era envolvida por uma cerca de planta ovalada, em estilo gótico, em pedra de xisto, onde se rasgavam três portas:
- a Porta de São Bartolomeu, a Norte, flanqueada por duas torres de planta circular;
- a Porta de Nossa Senhora dos Remédios (Porta da Vila), flanqueada por duas torres de planta circular; e
- a Porta do Castelo, a Sul, defendida pelo castelo em si.